# امباهیتا
امباهیتا (به لاتین: Ambahita) یک سکونتگاه مسکونی در ماداگاسکار است که در آندروی واقع شده‌است.

## خصوصیات
امباهیتا ۱۴٬۰۰۰ نفر جمعیت دارد و ۴۹۶ متر بالاتر از سطح دریا واقع شده‌است.